# 塔氏呆䲁
塔氏呆䲁（學名：Stanulus talboti），又稱塔氏錫䲁，為輻鰭魚綱鳚形目䲁科呆䲁屬的一種，分布於西太平洋琉球群島與小笠原群島至澳洲大堡礁的南方與豪勳爵島海域，深度3至15公尺，本魚體延長，稍側扁，頭頂無冠膜，具有鼻鬚和頸鬚且不分支，上下唇平滑，身體上有一條深褐色的斑點，此條紋上方的背部呈棕色，帶有白色斑點，腹部呈白色，頭部下方有白色小斑點，胸鰭基部有一個深褐色斑點，背鰭硬棘12枚、背鰭軟條11-13枚、臀鰭硬棘2枚、臀鰭軟條12-13枚，體長可達4.6公分，棲息在沿海湧浪區，雌魚產附著性卵，雄魚有護卵行為，幼魚為浮游性，生活習性不明，可做為觀賞魚。